# Тур'є-Реметівська сільська територіальна громада
Тур'є-Реметівська сільська об'єднана територіальна громада — об'єднана територіальна громада в Україні, в Ужгородському районі Закарпатської області. Адміністративний центр — село Тур'ї Ремети.
Площа громади —  км², населення —  мешканців (2020).
Утворена 12 червня 2020 року шляхом об'єднання Тур'є-Реметівської, Вільшинківської, Порошківської, Тур'є-Бистрянської, Тур'є-Пасічанської, Тур'є-Полянської, Туричківської та Турицької сільських рад ліквідованого Перечинський району.
У жовтні 2022 року боронячи Україну від російських загарбників загинув захисник із Тур'є-Реметівської громади Василь Штимак на позивний Гартнер.

## Населені пункти
У складі громади 17 сіл: Тур'ї Ремети, Вільшинки, Порошково, Маюрки, Мокра, Тур'я Бистра, Свалявка, Тур'я Пасіка, Завбуч, Раково, Тур'я Поляна, Полянська Гута, Турички, Липовець, Лікіцари, Лумшори та Туриця.

## Старостинські округи
- Вільшинківський
- Порошківський
- Турицький
- Туричківський
- Тур'я-Бистрянський
- Тур'я-Пасіцький
- Тур'я-Полянський